# Classe Admiral (cruzadores de batalha)
A Classe Admiral foi uma classe de cruzadores de batalha planejada pela Marinha Real Britânica, composta pelo HMS Hood, Rodney, Howe e Anson. Suas construções começaram em 1916 durante a Primeira Guerra Mundial, porém apenas a primeira embarcação foi finalizada. Os navios foram originalmente concebidos como versões aprimoradas dos couraçados da Classe Queen Elizabeth, porém foram transformados em cruzadores de batalha porque não havia necessidade para mais couraçados. As embarcações foram desenvolvidas para combater a Classe Mackensen da Marinha Imperial Alemã, com o projeto passando por modificações depois da Batalha da Jutlândia.
Os cruzadores de batalha da Classe Admiral seriam armados com uma bateria principal composta por oito canhões de 381 milímetros montados em quatro torres de artilharia duplas. Teriam um comprimento de fora a fora de 262 metros, boca de 31 metros, calado de nove metros e um deslocamento carregado de mais de 46 mil toneladas. Seus sistemas de propulsão seriam compostos por 24 caldeiras a óleo combustível que alimentariam quatro turbinas a vapor, que por sua vez giravam quatro hélices até uma velocidade máxima de 32 nós (59 quilômetros por hora). Os navios também seriam protegidos por um cinturão principal de blindagem com 127 a 305 milímetros de espessura.
Os três últimos navios foram cancelados em 1917 porque seus materiais e trabalhadores eram necessários para projetos mais urgentes, com apenas o Hood sendo finalizado. O navio entrou em serviço em 1920 e teve um início de carreira tranquilo, servindo no Oceano Atlântico e Mar Mediterrâneo, ocupando-se de exercícios de rotina e viagens diplomáticas internacionais. Na Segunda Guerra Mundial, inicialmente fez patrulhas contra corsários alemães e escoltou comboios. Participou em julho de 1940 do Ataque a Mers-el-Kébir e em maio do ano seguinte foi enviado em perseguição ao couraçado alemão Bismarck, sendo afundado por este durante a Batalha do Estreito da Dinamarca.